# Ebbe Thestrup Pedersen
Ebbe Thestrup Pedersen (født 13. marts 1914, død 12. september 1998) var en fremtrædende dansk teolog (professor, dr.teol.) og forfatter til et hav af bøger inden for en bred vifte af teologiske emner. Desuden var han en af de store religionspædagoger og formidlere af kristendom og teologi i det 20. århundrede.
Han tog teologisk embedseksamen i 1939 og erhvervede i 1959 den teologiske doktorgrad på en afhandling om Martin Luthers skriftsyn. I perioden 1940-1962 var han præst i den danske folkekirke og fra 1962 til 1981 professor i kristendomskundskab ved Danmarks Lærerhøjskole.